# Enyalioides dickinsoni
Enyalioides dickinsoni é uma espécie de lagarto, descoberta na Amazónia peruana. O nome dickinsoni foi dado em homenagem a Bruce Dickinson, vocalista dos Iron Maiden.